# Прикордонна печера
Прикордонна печера — печера, розташована на кордоні Південної Африки та Есватіні, археологічна пам'ятка, що документує ранню історію Homo sapiens Homo sapiens.
Дослідження пам'ятки розпочато в 1930-х роках Раймондом Дартом — австралійським антропологом, який відкрив австралопітека. Печера була заселена в період середнього палеоліту приблизно від 200 до 50 тисяч років тому. років до н. е. і знову у верхньому палеоліті приблизно з 35 000 р. до н. років BP. Шар середньої кам'яної доби містить переважно індустрію пітерсбурзького типу, що датується 75 000-45 000 років тому. років BP з дугоподібними дужками під назвою Howiesons Poort. Верхній палеоліт характеризується мікролітичними індустріями. У печері виявлені останки ранніх представників виду Homo sapiens, датовані приблизно 90—70 тисячами років тому. років до нашої ери, включаючи дитячий скелет, покритий червоною фарбою та супроводжуваний морською мушлею, що свідчить про існування ритуалу поховання. Також були знайдені кістки тварин, що становили раціон мешканців печери: бородавочників, буйволів і зебр.
У 1970-х роках тут знайдено малогомілкову кістку павіана (так звана кістка Лебомбо), що містить 29 чітких вирізів. Ця кістка датована 35 000 років тому. років до нашої ери і вважається одним із найдавніших відомих математичних об'єктів.